# Fausto (filme de 1960)
Faust (bra/prt: Fausto) é um filme alemão de 1960, dos gêneros drama e fantasia, dirigido por Peter Gorski e Gustaf Gründgens.
Foi selecionado como representante da Alemanha Ocidental à edição do Oscar 1961, organizada pela Academia de Artes e Ciências Cinematográficas.[carece de fontes?]

## Elenco
- Will Quadflieg - Dr. Heinrich Faust / Dichter
- Gustaf Gründgens - Mephistopheles 'Mephisto' / Lustige Person
- Ella Büchi - Margarete "Gretchen"
- Elisabeth Flickenschildt - Marthe Schwerdtlein
- Hermann Schomberg - Erdgeist
- Eduard Marks - Wagner
- Max Eckard - Valentin
- Uwe Friedrichsen - Schüler
- Heinz Reincke - Frosch
- Hans Irle - Altmayer